# Bordeaux Open 1984
L'ATP Bordeaux 1984 è stato un torneo di tennis giocato sulla terra rossa. È stata la 6ª edizione dell'ATP Bordeaux, che fa parte del Volvo Grand Prix 1984. Il torneo si è giocato a Bordeaux in Francia, dal 17 al 23 settembre 1984.

## Campioni

### Singolare maschile
José Higueras ha battuto in finale  Francesco Cancellotti con il punteggio di 7–6, 6–1

### Doppio maschile
Pavel Složil /  Blaine Willenborg hanno battuto in finale  Loic Courteau /  Guy Forget con il punteggio di 6–1, 6–4